# The Sims: Histórias de Náufragos
The Sims: Histórias de Náufragos é o terceiro lançamento de uma nova linha de produtos chamada The Sims Histórias. Foi lançado no dia 5 de Fevereiro de 2008.
Desta vez seus Sims serão levados para uma ilha tropical deserta. Ajude-os a reconstruir suas vidas em um paraíso inexplorado nesta versão do The Sims, que, além de ser fácil de jogar, é desenvolvida para notebooks.
O The Sims Histórias de Náufragos apresenta duas incríveis formas de jogar. No novo e envolvente Modo História, explore a ilha, construa um abrigo, aprenda como achar comida e torne a vida dos seus Sims a mais divertida e confortável possível. Você pode até mesmo desbloquear recompensas à medida que cumpre os objetivos definidos.
No clássico Modo Livre você cria seus Sims e determina como eles vão se virar em seu novo lar, uma ilha deserta. Em um ambiente onde ninguém pode desanimar, você decide o que vai acontecer nesta história. The Sims Histórias de Náufragos foi lançado em 5 de fevereiro de 2008.

## Requerimentos
- Sistema Operacional: Windows XP ou superior
- CPU: 1.8 GHz ou superior
- Memória RAM: 256 MB (512 MB para laptops) ou mais
- Unidade de Disco: Unidade de DVD 8x ou mais rápida
- Disco Rígido: 2.7 GB de espaço livre ou mais
- Vídeo: Placa de vídeo compatível com DirectX 9.0c
- Som: Placa de som compatível com DirectX 9.0c

O adaptador de vídeo deve ter 32 MB de memória ou mais, e um dos seguintes chipsets:
- ATI Radeon 7500 ou superior;
- Mobility 7500, 8500, 9000 series, M7, x200, Fire GL/GL v5200 ou superior;
- NVIDIA GeForce 2, Go 6100, Quadro Series ou superior;
- Intel Extreme Graphics 82845, 82865, 915, 945 series, 950 ou melhor.